# 伯尔尼汝拉
伯尔尼汝拉（法語：Jura bernois，法語發音：[ʒyʁa bɛʁnwa]）是瑞士伯恩州使用法语的地区。